# Mazzorbetto
Mazzorbetto (Masorbeto in dialetto veneziano) è un'isola della Laguna Veneta posta a nord di Mazzorbo ed è divisa da questa tramite un braccio di mare ampio una sessantina di metri (il cosiddetto canale di Mazzorbo).
Nonostante il nome, Mazzorbetto è molto più estesa di Mazzorbo: quest'ultima, infatti, è stata in passato colpita dagli sconvolgimenti ambientali che hanno investito gran parte della laguna settentrionale, sicché parte di essa è stata sommersa.
L'isola in passato fu fiorente (vi sorgevano il monastero di Sant'Eufemia, a sud-est, e la pieve di San Pietro, a sud-ovest), ma oggi è praticamente abbandonata e conta solo quattro abitanti. Vi restano alcuni vecchi edifici e un forte austriaco (iniziato dai francesi nel 1807) che, abbandonato fino al 1981, è stato concesso in gestione agli scout dell'AGESCI e ne è divenuto una base.
Buona parte dell'isola è coltivata a orti.